# Mika Kottila
Mika Kottila, född 22 september 1974 i Vanda, är en finländsk före detta fotbollsspelare. Under sin karriär spelade han bland annat för HJK Helsingfors, RoPS, SK Brann och Trelleborgs FF. Kottila gjorde även 31 landskamper för Finlands landslag.
Säsongen 2002 vann han skytteligan i Tipsligan.

## Meriter
HJK Helsingfors
- Tipsligan: 1997, 2002, 2003
- Finlands cup: 1998, 2003